# Lutín
Lutín (deutsch Luttein) ist eine Gemeinde in Tschechien. Sie liegt neun Kilometer südwestlich des Stadtzentrums von Olomouc und gehört zum Okres Olomouc.

## Geographie
Lutín befindet sich rechtsseitig des Flusses Blata in der Obermährischen Senke (Hornomoravský úval). Das Dorf liegt an der Einmündung der Deštná in den Blata-Zufluss Slatinka. Im Osten erheben sich die Pod Lipkou (Oberpolipka, 275 m) und die Na Skále. Westlich des Dorfes verläuft die Bahnstrecke Červenka – Prostějov, von der eine Anschlussbahn in das südlich des Dorfes gelegene Industriegebiet führt. Die nächste Bahnstation ist Třebčín.
Nachbarorte sind Luběnice, Těšetice und Ústín im Norden, Topolany und Hněvotín im Nordosten, Nedvězí und Kožušany-Tážaly im Osten, Žerůvky und Olšany u Prostějova im Südosten, Držovice und Smržice im Süden, Sudenec, Kaple, Třebčín und Heneberk im Südwesten, Slatinice im Westen sowie Drahanovice im Nordwesten.

## Geschichte
Die erste schriftliche Erwähnung des Dorfes Lutin erfolgte im Jahre 1234. Der Ortsteil Třebčín ist bereits seit 1131 schriftlich nachweisbar. Im Jahre 1256 wurde der Ort als Lutyn, 1399 als Luthin, 1414 als Hlutin, 1483 als Lučin, ab 1751 als Lutein bzw. Luttein und 1771 als Lutinium bezeichnet. Im 15. Jahrhundert entstand um die Rechte an dem auch als hannakische Steppe bezeichneten Sumpfweideland Blata ein langandauernder Streit zwischen den anliegenden Dörfern. Dieser beschäftigte auch das Landesgericht und schließlich Kaiser Rudolf II. Beigelegt wurde der über 200 Jahre andauernde Streit schließlich 1620, als sich die Untertanen der Dörfer zum Gehorsam gegenüber ihren Obrigkeiten erklärten. Lutín gehörte zu den Gütern des Olmützer Domkapitels, Třebčín dem Olmützer Klarissenkloster.
Während des Dreißigjährigen Krieges hielten die Schweden von 1642 bis 1650 die Gegend besetzt. Die Matriken für Lutín werden seit 1720 in Latein geführt. Bis zur Mitte des 19. Jahrhunderts blieb das Dorf immer dem Olmützer Kapitel untertänig.
Nach der Aufhebung der Patrimonialherrschaften bildete Lutín/Luttein ab 1850 eine Gemeinde in der Bezirkshauptmannschaft Olmütz. Die Bewohner des Dorfes lebten von der Landwirtschaft. In der zweiten Hälfte des 19. Jahrhunderts errichteten Ludvík Sigmund und seine Söhne in Lutín eine Fabrik für Pumpen. Ab 1921 gehörte die Gemeinde zum Okres Olomouc-venkov. Seit den 1920er Jahren expandierte die Pumpenfabrik Brüder Sigmund zu einem Großunternehmen. Am südlichen Ortsrand entstanden große Werksanlagen mit eigenen Bahnanschluss. Dafür machte sich eine Verlegung der Deštná erforderlich, die westlich an Lutín vorbei in die Slatinka geleitet wurde. 1926 nahm die Buslinie Olmütz – Nebotein – Luttein – Latein den Verkehr auf. Ab 1949 gehörte die Gemeinde zum Okres Olomouc-okolí und seit 1961 gehört zum Okres Olomouc. Die Eingemeindung von Třebčín mit Heneberk erfolgte 1980. Mit dem Konkurs von Sigma Lutín endete 1996 die Pumpenproduktion in Lutín. Seit 2001 führt die Gemeinde ein Wappen und Banner.

## Gemeindegliederung
Die Gemeinde Lutín besteht aus den Ortsteilen Lutín (Luttein) und Třebčín (Trepschein) sowie der Ortslage Heneberk (Henneberg).
Das Gemeindegebiet gliedert sich in die Katastralbezirke Lutín und Třebčín.

## Brüder Sigmund / Sigma Lutín
Im Jahre 1868 stieg der aus Treppschein stammende Ludvík Sigmund als Kompagnon in das Geschäft des Brunnenbauers Jan Vychodil ein, der sich bereits seit 40 Jahren auch mit dem Bau von Pumpen beschäftigt hatte. 1876 wurde Sigmund Besitzer der Pumpenfabrik. Sigmunds Sohn Jan trat 1881 als Lehrling in das Unternehmen ein, 1889 ebenfalls sein anderer Sohn František. 1894 übernahmen Jan und František Sigmund den väterlichen Betrieb. Seit 1908 firmierte das Unternehmen als Brüder Sigmund – Fabrik für Pumpen und Wasserleitungen. Vor dem Ersten Weltkrieg arbeiteten bei Sigmund zwischen 50 und 80 Arbeiter, in den 1920er Jahren begann der Ausbau zu einem Großbetrieb. Unter dem Direktor Jan Sigmund jun. expandierte das Unternehmen nach England und eröffnete 1937 in Newcastle eine Produktionsfiliale, die von Miroslav Sigmund geleitet wurde. Die Aktivitäten in England waren offenbar der Grund dafür, dass Jan Sigmund jun. nach der deutschen Besetzung verhaftet und 1942 nach dem Attentat auf Reinhard Heydrich im Brünner Kaunitz-Kolleg hingerichtet wurde.
Nach dem Zweiten Weltkrieg wurde das Unternehmen verstaatlicht und zusammen mit den Firmen Antonín Kunze in Hranice und Kosmos in Olomouc zu einem Betrieb Sigma zusammengeschlossen. Später wurde das Unternehmen als Sigma Lutín Teil des VHJ Sigma Olomouc. Sigma Lutín wurde 1990 privatisiert und ging 1996 in Konkurs. Damit endete die Pumpenherstellung in Lutín. Die daraus neugebildete Gesellschaft Sigma Group a.s. mit dem Tochterunternehmen Sigma pumpy Hranice s.r.o. wurde 2002 an die zypriotische TZ Stones Mining Limited verkauft.
Das englische Unternehmen Sigmund Pumps, das vor allem für Feuerlöschpumpen und Maschinengewehre bekannt wurde, wurde durch Miroslav Sigmund nach dem Zweiten Weltkrieg aus der Newcastler Produktionsfiliale aufgebaut.

## Sehenswürdigkeiten
- Kapelle des hl. Florian in Třebčín
- Kapelle des hl. Florian am ehemaligen Militärmagazin, südlich von Lutín unweit der Straße nach Olšany
- Kapelle Mariä Himmelfahrt in Lutín, errichtet 1756
- Kapelle mit Statue Mariä Erwartung, zwischen Třebčín und Heneberk
- Steinerne Engelsstatue, an der Straßengabelung nach Slatinice und Třebčín
- aus Lindenholz geschnitzte Madonna mit Jesuskind
- aus Lindenholz geschnitzte Madonna mit Heiligenschein, sie befindet sich in der Ausstellung des Olmützer Kunstmuseums
- Nationales Naturreservat Na skále mit Steppenflora im ehemaligen Kalksteinbruchgebiet östlich des Dorfes

## Söhne und Töchter der Gemeinde
- Ludvík Sigmund (1836–1899), Unternehmer und Gründer der Pumpenfabrik Lutín, geboren in Třebčín
- Rudolf Mlčoch (1880–1948), tschechoslowakischer Politiker, geboren in Heneberk
- Miroslav Sigmund (1907–2004), englischer Unternehmer, Ehrendoktor der Technischen Hochschule Brünn